# Harmonie "St. Radboud"
Harmonie St. Radboud is een harmonieorkest uit Silvolde, welke is opgericht op 27 maart 1922. 
De vereniging telt in totaal 76 leden, waarvan ruim 50 muzikanten deel uitmaken van het harmonieorkest. De vereniging heeft tevens een drumband die het orkest vooral ondersteunt tijdens buitenoptredens en serenades.
Harmonie St. Radboud is een actieve muziekvereniging in Silvolde die regelmatig concerten organiseert. Te denken valt daarbij onder andere aan het ‘Radboud Circustheater’, een optreden met diverse circusacts t.g.v. het 80-jarig jubileum. In 2006 heeft de vereniging samen met een aantal acteurs de kindervoorstelling ‘De indiaan in de kast’ opgevoerd. Ter gelegenheid van het 85-jarig jubileum heeft de harmonie het jaar 2007 geopend met een Nieuwjaarsconcert, gevolgd door een concert samen met het Varssevelds Mannenkoor in het voorjaar. 
Naast de concerten is de vereniging altijd present bij plaatselijke gebeurtenissen in Silvolde zoals de intocht van Sinterklaas, de opening van de kermis, Koningsdag, kerkdienst etc.